# Tineke Bennema
Catharina Elisabeth (Tineke) Bennema (1962) is een Nederlandse journalist en historicus.

## Leven
Tineke Bennema studeerde geschiedenis aan de Universiteit van Amsterdam en deed aan de Hebrew University in Jeruzalem onderzoek naar de beweging van de later vermoorde radicale rabbi Meir Kahane.  
Ze werkte na terugkeer als redactrice buitenland voor de GPD in Den Haag. En rondde een post-doctorale opleiding journalistiek af aan de School voor Journalistiek in Utrecht. 
In 1994 vestigde zij zich met haar gezin in een dorp tussen Ramallah en Jeruzalem op de Westelijke Jordaanoever (Palestijnse Autoriteit). Ze werkte daar enkele jaren voor het Nederlandse ministerie van Buitenlandse Zaken in Ramallah. Daarna was ze als freelance journalist werkzaam voor Radio 1, Trouw en Twee Vandaag en schreef gedurende twee jaar een column voor het Nieuw Israëlietisch Weekblad over het dagelijks leven in bezet gebied.
In 2002 keerde zij terug naar Nederland. Haar visie op het Midden-Oostenconflict en het dagelijks leven van de Palestijnen legde ze vast in twee boeken: Checkpoint Jeruzalem (2001) en De last van Khalil (2007). Zij schrijft regelmatig opiniestukken in landelijke media over het Midden-Oosten, de multiculturele samenleving en het Nederlandse kolonialisme in de Oost en de West. In 2015 kwam haar boek over haar familie in voormalig Nederlands-Indië uit: Een Nederlandse politie-inspecteur verindischt nooit.
In 2011 kreeg zij als co-auteur een Zilveren Griffel in de categorie non-fictie voor het kinderboek Ik! Wie is dat?, met een bijdrage over multiculturalisme.
In 2012 won ze de (gedeelde) eerste prijs in de wedstrijd van de El Hizjra-Literatuurprijs voor proza.
Haar bundel verhalen die zich afspelen in Palestijns gebied, Welkom in het paradijs, verscheen in 2014 bij uitgeverij JurgenMaas.
In 2022 publiceerde de Volkskrant het artikel Opinie: De daden van verzetsmensen dienen niet als verhaal, maar als moreel kompas over haar oudtante Puck Stoffels.
In juni 2023 verschijnt bij Walburg Pers haar biografie: Albertus Van van de Vijver. Slaafgemaakt en bevrijd, op basis van archiefmateriaal over een in Suriname slaafgemaakte Afrikaanse jongen (1784-1848), voorvader van EO-presentator Dwight Van van de Vijver. Albertus slaagde erin zichzelf en anderen van slavernij te bevrijden.